# Cayrols
Cayrols est une commune française, située dans le département du Cantal en région Auvergne-Rhône-Alpes.

## Géographie
La commune de Cayrols est située au sud du département du Cantal, dans la Châtaigneraie, sur un territoire granitique acide. Elle est traversée du nord au sud par le grand sillon houiller, cette déchirure géologique majeure qui se prolonge jusqu'au bassin charbonnier de Decazeville en passant par Maurs. Jusqu'au début du XXe siècle, elle était peuplée de landes et de châtaigneraies. Les agriculteurs de la Châtaigneraie se sont organisés et ont fait de ces landes des prairies de qualité.

### Communes limitrophes
Les communes limitrophes sont  Boisset, Le Rouget-Pers, Parlan, Roumégoux, Rouziers et Saint-Mamet-la-Salvetat.

### Climat
Pour des articles plus généraux, voir Climat d'Auvergne-Rhône-Alpes et Climat du Cantal.
En 2010, le climat de la commune est de type climat des marges montargnardes, selon une étude du CNRS s'appuyant sur une série de données couvrant la période 1971-2000. En 2020, Météo-France publie une typologie des climats de la France métropolitaine dans laquelle la commune est exposée à un climat de montagne ou de marges de montagne et est dans la région climatique  Ouest et nord-ouest du Massif Central, caractérisée par une pluviométrie annuelle de 900 à 1 500 mm, maximale en automne et en hiver. 
Pour la période 1971-2000, la température annuelle moyenne est de 10,3 °C, avec une amplitude thermique annuelle de 15,3 °C. Le cumul annuel moyen de précipitations est de 1 177 mm, avec 12,6 jours de précipitations en janvier et 7,5 jours en juillet. Pour la période 1991-2020, la température moyenne annuelle observée sur la station météorologique de Météo-France la plus proche, sur la commune de Latronquière à 13 km à vol d'oiseau, est de 11,0 °C et le cumul annuel moyen de précipitations est de 1 361,3 mm,. Pour l'avenir, les paramètres climatiques de la commune estimés pour 2050 selon différents scénarios d'émission de gaz à effet de serre sont consultables sur un site dédié publié par Météo-France en novembre 2022.

## Urbanisme

### Typologie
Au 1er janvier 2024, Cayrols est catégorisée commune rurale à habitat dispersé, selon la nouvelle grille communale de densité à 7 niveaux définie par l'Insee en 2022.
Elle est située hors unité urbaine. Par ailleurs la commune fait partie de l'aire d'attraction d'Aurillac, dont elle est une commune de la couronne,. Cette aire, qui regroupe 85 communes, est catégorisée dans les aires de 50 000 à moins de 200 000 habitants,.

### Occupation des sols
L'occupation des sols de la commune, telle qu'elle ressort de la base de données européenne d’occupation biophysique des sols Corine Land Cover (CLC), est marquée par l'importance des territoires agricoles (77,2 % en 2018), en augmentation par rapport à 1990 (58,3 %). La répartition détaillée en 2018 est la suivante : prairies (44,9 %), zones agricoles hétérogènes (32,3 %), forêts (19,1 %), zones urbanisées (3,7 %). L'évolution de l’occupation des sols de la commune et de ses infrastructures peut être observée sur les différentes représentations cartographiques du territoire : la carte de Cassini (XVIIIe siècle), la carte d'état-major (1820-1866) et les cartes ou photos aériennes de l'IGN pour la période actuelle (1950 à aujourd'hui).

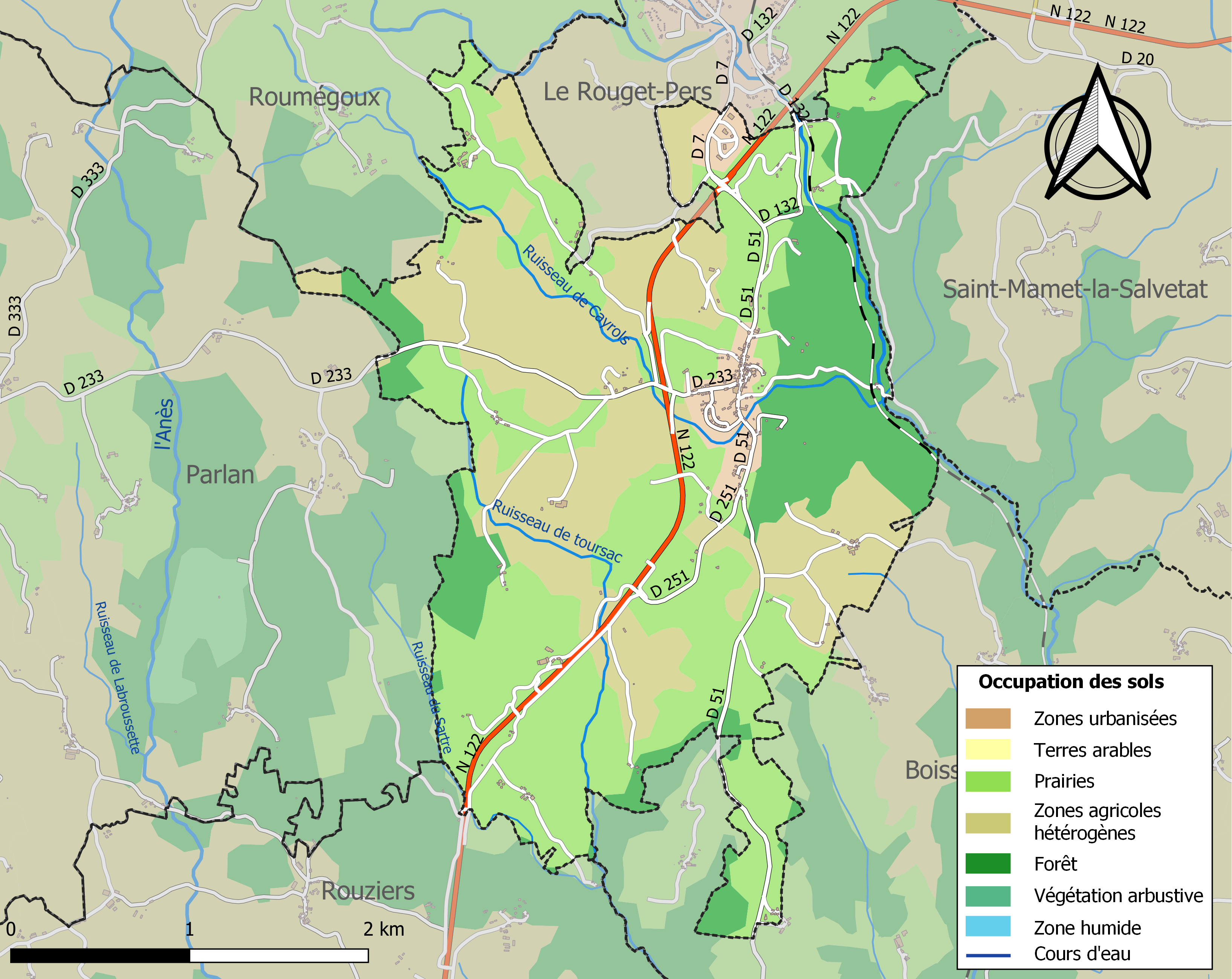
Carte des infrastructures et de l'occupation des sols de la commune en 2018 (CLC).

### Habitat et logement
En 2018, le nombre total de logements dans la commune était de 170, alors qu'il était de 170 en 2013 et de 147 en 2008.
Parmi ces logements, 74,7 % étaient des résidences principales, 14,7 % des résidences secondaires et 10,6 % des logements vacants. Ces logements étaient pour 92,9 % d'entre eux des maisons individuelles et pour 7,1 % des appartements.
Le tableau ci-dessous présente la typologie des logements à Cayrols en 2018 en comparaison avec celle du Cantal et de la France entière. Une caractéristique marquante du parc de logements est ainsi une proportion de résidences secondaires et logements occasionnels (14,7 %) inférieure à celle du département (20,4 %) mais supérieure à celle de la France entière (9,7 %). Concernant le statut d'occupation de ces logements, 81,1 % des habitants de la commune sont propriétaires de leur logement (77,7 % en 2013), contre 70,4 % pour le Cantal et 57,5 pour la France entière.
| Typologie                                               | Cayrols | Cantal | France entière |
| ------------------------------------------------------- | ------- | ------ | -------------- |
| Résidences principales (en %)                           | 74,7    | 67,7   | 82,1           |
| Résidences secondaires et logements occasionnels (en %) | 14,7    | 20,4   | 9,7            |
| Logements vacants (en %)                                | 10,6    | 11,9   | 8,2            |

### Communes limitrophes
| Roumégoux | Le Rouget-Pers |                         |
| Parlan    | Cayrols        | Saint-Mamet-la-Salvetat |
| Rouziers  |                | Boisset                 |

## Histoire
Cayrols était le siège d'un prieuré lié à l'abbaye Saint-Géraud d'Aurillac. On peut aussi trouver sur le territoire de la commune des vestiges d'anciens abris fabriqués par les enfants du village dans les années 1990[réf. nécessaire].

## Politique et administration

### Découpage territorial
La commune de Cayrols est membre de la communauté de communes de la Châtaigneraie Cantalienne, un établissement public de coopération intercommunale (EPCI) à fiscalité propre créé le 1er janvier 2017 dont le siège est à Saint-Mamet-la-Salvetat. Ce dernier est par ailleurs membre d'autres groupements intercommunaux.
Sur le plan administratif, elle est rattachée à l'arrondissement d'Aurillac, à la circonscription administrative de l'État du Cantal et à la région Auvergne-Rhône-Alpes.
Sur le plan électoral, elle dépend du canton de Saint-Paul-des-Landes pour l'élection des conseillers départementaux, depuis le redécoupage cantonal de 2014 entré en vigueur en 2015, et de la première circonscription du Cantal  pour les élections législatives, depuis le dernier découpage électoral de 2010.

### Liste des maires
| Période                                  | Période                    | Identité      | Étiquette | Qualité    |
| ---------------------------------------- | -------------------------- | ------------- | --------- | ---------- |
| Les données manquantes sont à compléter. |                            |               |           |            |
| mars 2001                                | mars 2014                  | André Rongier |           |            |
| mars 2014                                | En cours (au 10 août 2020) | Lionel Cesano | DVG       | Professeur |

## Démographie
L'évolution du nombre d'habitants est connue à travers les recensements de la population effectués dans la commune depuis 1793. Pour les communes de moins de 10 000 habitants, une enquête de recensement portant sur toute la population est réalisée tous les cinq ans, les populations de référence des années intermédiaires étant quant à elles estimées par interpolation ou extrapolation. Pour la commune, le premier recensement exhaustif entrant dans le cadre du nouveau dispositif a été réalisé en 2006.

En 2022, la commune comptait 297 habitants, en évolution de +1,02 % par rapport à 2016 (Cantal : −1,08 %, France hors Mayotte : +2,11 %).
| 1793 | 1800 | 1806 | 1821 | 1831 | 1836 | 1841 | 1846 | 1851 |
| ---- | ---- | ---- | ---- | ---- | ---- | ---- | ---- | ---- |
| 400  | 411  | 449  | 404  | 497  | 567  | 554  | 535  | 512  |

| 1856 | 1861 | 1866 | 1872 | 1876 | 1881 | 1886 | 1891 | 1896 |
| ---- | ---- | ---- | ---- | ---- | ---- | ---- | ---- | ---- |
| 556  | 559  | 548  | 548  | 501  | 537  | 507  | 496  | 495  |

| 1901 | 1906 | 1911 | 1921 | 1926 | 1931 | 1936 | 1946 | 1954 |
| ---- | ---- | ---- | ---- | ---- | ---- | ---- | ---- | ---- |
| 501  | 502  | 506  | 434  | 456  | 402  | 411  | 358  | 326  |

| 1962 | 1968 | 1975 | 1982 | 1990 | 1999 | 2006 | 2011 | 2016 |
| ---- | ---- | ---- | ---- | ---- | ---- | ---- | ---- | ---- |
| 318  | 296  | 250  | 229  | 226  | 227  | 241  | 280  | 294  |

| 2021 | 2022 | - | - | - | - | - | - | - |
| ---- | ---- | - | - | - | - | - | - | - |
| 296  | 297  | - | - | - | - | - | - | - |

## Culture locale et patrimoine

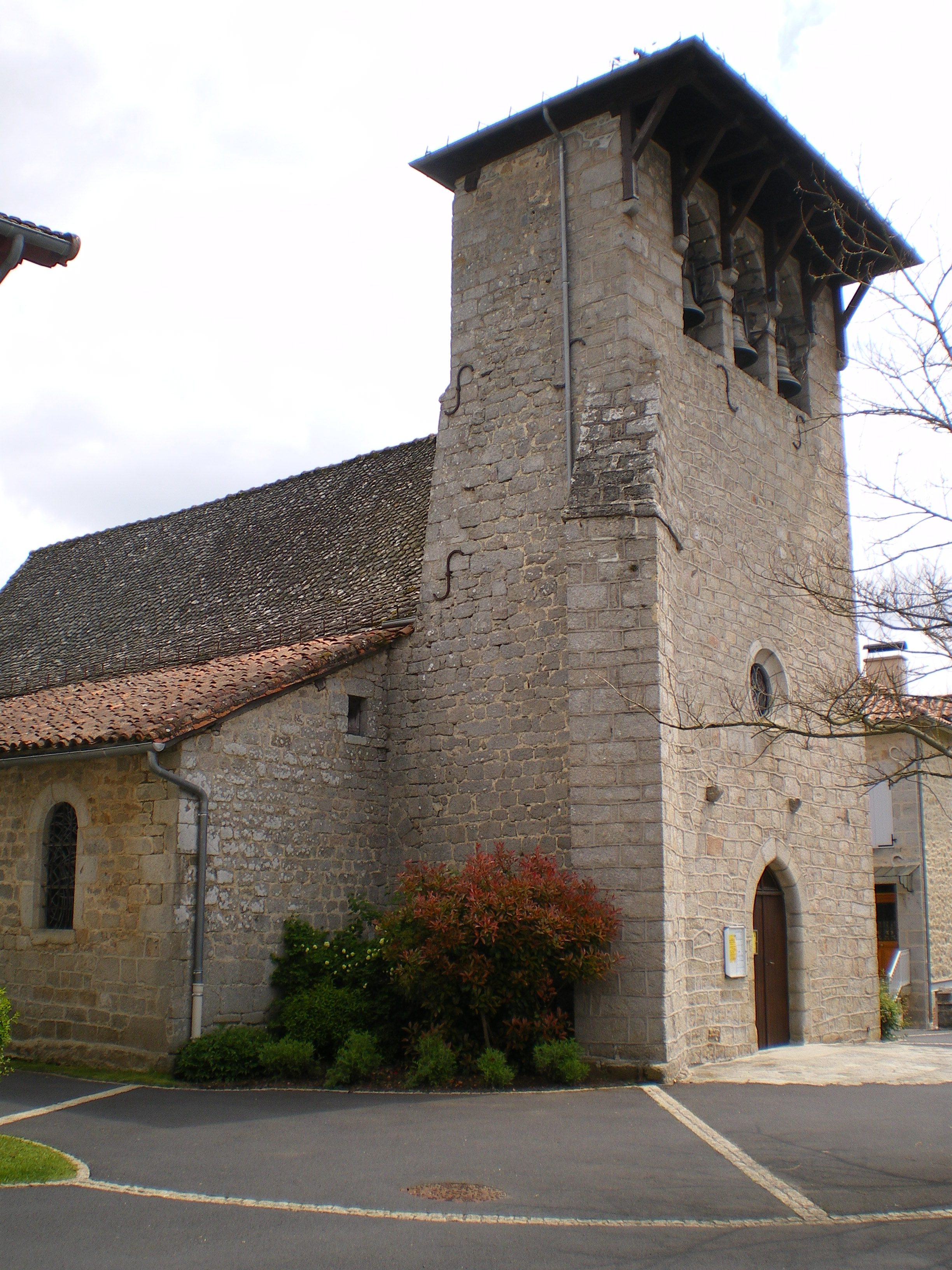
Église de Cayrols.

### Lieux et monuments
- Église Notre-Dame à Cayrols, en granit de base romane, dédiée à sainte Anne, ancien prieuré de l'abbaye Saint-Géraud d'Aurillac, avec un clocher à peigne. Vitraux de l'artiste contemporain Jean Labellie.
- Croix de Saint-Géraud, sur l'itinéraire de la "Route Saint Géraud", qui fut une étape du retour du corps du saint vers Aurillac en 909
- Château de La Placette, bel ensemble du XVIIe siècle avec une tour centrale, ayant appartenu à une branche cadette de la famille de La Tour d'Auvergne. Jean Baptiste de La Tour de La Placette, garde du corps du roi Louis XVIII, joua un rôle contesté dans l'arrestation du maréchal Ney en 1815. Au sommet de la tour a été aménagée au XVIIe siècle une intéressante chapelle doublée de bois.
- Restes du château de La Griffouil
- Près de l'église se trouve une intéressante maison ancienne, avec une tour, dépendance de l'ancien prieuré de Cayrols. Après avoir fait l'objet d'un arrêté de péril, cette maison est aujourd'hui en grande partie rénovée.

### Personnalités liées à la commune
- Gabrielle Petit (1860-1952), féministe, antimilitariste et anarchiste, est née à Cayrols.

### Héraldique
| Blason de Cayrols | Blason  | Parti d'or à la bordure dentelée d'azur et d'azur à la bordure dentelée d'or. |
| Blason de Cayrols | Détails | Le statut officiel du blason reste à déterminer.                              |